# Leptanilloidinae
Leptanilloidinae was een onderfamilie van van de familie mieren.
In 2014 werden de geslachten in de onderfamilies Aenictinae, Aenictogitoninae, Cerapachyinae, Ecitoninae en Leptanilloidinae ondergebracht onder Dorylinae.